# Acadianos (Canadá)

Bandeira da Acádia

O grupo étnico designado por acadianos deriva dos colonizadores originais que viviam na Acádia, localizado no nordeste da América do Norte, que compreende as actuais províncias do Canadá denominadas como Nova Escócia, Novo Brunswick e Ilha do Príncipe Eduardo e partes de alguns estados do noroeste dos Estados Unidos, como o Maine e o Vermont. Ainda que acadianos e quebequenses representem duas culturas franco-canadianas, a Acádia foi fundada em local e em tempos distintos do Quebeque, de modo que as diferenças entre os dois povos são notórias.
Uma vaga de perseguição religiosa levou à deportação dos Acadianos entre os anos 1755–1763 para diversos portos do Império Britânico na América do Norte, para prisões inglesas ou para a própria França. Uma parte desses exilados acadianos reagrupou-se no actual estado da Louisiana, na que na época era uma colónia espanhola. Tal migração forçada veio a dar origem à actual cultura cajun (corruptela do francês acadien).